# Бурлеска
Бурлеска (итал. burlesco — шаљив) је комична књижевна форма која своје хумористичке ефекте производи захваљујући нескладу између теме и њене стилске обраде. С обзиром на врсту несклада М. Х. Ебрамс бурлеску дели на: високу и ниску.
- Висока бурлеска користи високи, узвишени стил за приказивање тривијалног предмета.[3] Такву бурлеску имамо у античком епу Бој жаба и мишева и у Поуповом спеву Отмица витице, где је банални догађај описан помоћу узвишеног епског стила и епске технике.
- Ниска бурлеска приказује узвишен предмет ниским стилом и такав поступак је ређи од високе бурлеске. Срећемо је у неким Бокачовим новелама из Декамерона и у Волтеровом Кандиду.

Иако се бурлеска најчешће везује за драмску књижевност, често се користи и у епској и лирској поезији, као и у неким прозним облицима.
Када се у њој испољавају друштвене и бунтовне интенције бурлеска постаје средство сатире. Као књижевна техника граничи се са феноменима карикатуре и гротеске који имају за циљ да подражавањем исмеју неку појаву или појединца, па у ту сврху спајају удаљено и неспојиво. Веома је слична и травестији и пародији.
Популарна још у античкој књижевности, преко ренесансе, барока и класицизма, бурлеска доживљава посебан успон у 18. веку, у делима Волтера, у Филдинговим пародијама Ричардсонових романа и код других писаца. У српској књижевности најпознатији пример бурлеске представља дело Растка Петровића Бурлеска господина Перуна, бога грома.